# Blu-express
Blu-express – nieistniejąca włoska tania linia lotnicza z siedzibą w Rzymie. Firma była oddziałem linii Blue Panorama Airlines.